# Gonomyia (Leiponeura) tonnoirella
Gonomyia (Leiponeura) tonnoirella is een tweevleugelige uit de familie steltmuggen (Limoniidae). De soort komt voor in het Australaziatisch gebied.